# 節稅
节税（Tax Mitigation），有时也称避稅，是以合法的途径避免或减少“可以避免”的税种或者税率。又称作“税务安排”（Tax Planning），例如善用避稅港，是理财的专业活动，但「節稅」如有漏報及虛報等行爲則形同逃税而會被追究。

## 常见的节税方法
1. 降低所得总额。[3]
2. 延后所得时间。
3. 税务安排。
  - 在法律许可的范围内，申报扣除额，或是调整课税的种类。例如：台湾的夫妻可以自由在所得税上采合併申报或分开申报的较低应缴税额[4]，中国大陆夫妻在房产交易中，利用假离婚，以单身身份节税[1]。
  - 选择注册地
    - 使用离岸公司（亦称境外公司）或持有他国护照。大多数的国家对于外资在其境内的获利，大多在税赋上有其优惠。
    - 一国之内，某些行政区内会有税收优惠政策。譬如中国西部边陲小城霍尔果斯市由于在2015年设立经济特区，年避税50%，引发注册热潮[5]。

  - 使用OBU帐户。

## 相关
- 移轉定價
- 逃稅
- 避稅港
- 全球最低企業稅率
- Bouvier事件
- 外國帳戶稅收遵從法案（FATCA, Foreign Account Tax Compliance Act，俗稱「肥咖法案」）